# 近童弐吉
近童 弐吉（こんどう にきち、1959年9月30日 - ）は、日本の俳優。愛知県出身。有限会社ワンダー・プロダクションに所属していた。身長178cm、体重70kg。血液型はA型。

## 出演

### テレビドラマ
- 3番テーブルの客（1997年）
- はぐれ刑事 純情派 第11シーズン 13話（1998年） - 杉浦一夫 役
- 菜の花の沖（2000年） - 嘉蔵 役
- 利家とまつ〜加賀百万石物語〜（2002年） - 本多忠勝 役
- 風子のラーメン（2003年） - 真田巡査部長 役
- はみだし刑事情熱系 第7シリーズ（2003年） - 里見史郎 役
- 月曜ミステリー劇場
  - 「冤罪シリーズ4」（2003年） - 下川浩一 役
- 女と愛とミステリー
  - 「篝警部補の事件簿」（2003年 - 2008年） - 三宅警部 役
  - 「さすらい署長 風間昭平1」（2003年） - 安藤鉄夫 役
  - 「信濃のコロンボ事件ファイル6」（2004年） - 志沢警視 役
  - 「捜査検事・近松茂道3」（2004年） - 原西克行 役
- 水曜ミステリー9
  - 「芸者小春姐さん奮闘記2」（2006年） - 高柳康彦 役
  - 「鉄道警察官・清村公三郎5」（2008年） - 小田切刑事 役
  - 「新・犯罪交渉人百合子1」（2013年） - 末永
- 金曜エンタテイメント
  - 「浅見光彦シリーズ9」（1999年） - 長屋明正 役
  - 「おばさんデカ 桜乙女の事件帖12」（2003年） - 荻原拓郎 役
  - 「坊ちゃん教授の事件簿3」（2003年） - 犬童刑事 役
- コスメの魔法 Season1（2004年） - 佐藤祐子の父 役
- 最後の忠臣蔵（2004年） - 山吉盛侍 役
- 逃亡者 おりん（2006年） - 夜鴉の吉三 役
- 熱血ニセ家族（2007年） - 添田則夫 役
- 相棒
  - pre season 第1話「刑事が警官を殺した!?」（2000年6月3日） - 松原俊輔 役
  - season9 第12話「招かれざる客」（2011年1月19日） - 副島隆志 役
- 非婚同盟（2009年） - 鮫島
- ハンチョウ〜神南署安積班〜（2009年） - 相良一樹 役
- 松本清張ドラマスペシャル 砂の器（2011年） - 長崎刑事 役
- 土曜ワイド劇場
  - 「タクシードライバーの推理日誌」
    - 第15作（2001年） - 水嶋正幸 役
    - 第22作（2006年） - 横峰聡史 役

  - 「温泉 (秘) 大作戦1」（2004年） - 浜田
  - 「フリー女子アナの殺人リポート1」（2004年） - 筑波昇 役
  - 「名探偵・金田一耕助」（2005年） - 山村警視正 役
  - 「女刑事・左近山響子」（2011年） - 岸弘行 役
  - 「西村京太郎トラベルミステリー57」（2012年） - 田島刑事 役
- 月曜ゴールデン
  - 「世直し公務員ザ・公証人9」（2011年） - 水島支配人 役
  - 「弁護士高見沢響子11」（2011年） - 藤代豪 役
- 大岡越前 (2013年のテレビドラマ)（2014年） - 貉の清兵衛 役
- 吉原裏同心（2014年） - 徳蔵 役
- 山本周五郎人情時代劇 第4話（2015年） - 辰次郎 役
- 月曜名作劇場
  - 「湯けむりバスツアー 桜庭さやかの事件簿7」（2016年） - 川北

### 映画
- 借王（シャッキング）8 狙われた学園（2001年）イマガワ(受験屋)
- 日本のいちばん長い日（2015年） - 東郷茂徳
- シン・ゴジラ（2016年）[1]

### Vシネマ
- 実録・最後の愚連隊（2002年）
- 日本統一50 - （2022年） - 久米島一家総長 若松康介

### 舞台
- 『ブラック・ジャック』漫劇!! 手塚治虫 第5巻 The Fusion of Comics & Theater（2024年）[2]
- 『白い病』（2024年）[3]